# Artūras Margelis
Artūras Margelis (* 14. Oktober 1965 in Vartai, Rajon Lazdijai) ist ein litauischer konservativer Politiker, Bürgermeister.

## Leben
Nach dem Abitur 1983 an der Mittelschule Krosna studierte Margelis am Pedagoginis institutas in Vilnius und an der Lietuvos žemės ūkio akademija in Kaunas. Von 1995 bis 1997 war er Mitglied im Rat der Rajongemeinde.
Von 1997 bis 2000 war Margelis Bürgermeister, von 2003 bis 2007 stellvertretender Bürgermeister und seit 2007 ist er wieder Bürgermeister der Rajongemeinde Lazdijai. 
Seit 1993 ist Margelis Mitglied von Tėvynės sąjunga - Lietuvos krikščionys demokratai. Seit 1997 leitet die Abteilung Lazdijai der Partei.
Margelis ist verheiratet. Mit Frau Lina hat die Tochter Rūta und den Sohn Domantas.